# Sphex texanus
Sphex texanus är en biart som beskrevs av Cresson 1873. Sphex texanus ingår i släktet Sphex och familjen grävsteklar. Inga underarter finns listade i Catalogue of Life.